# Gentiana digenea
Gentiana digenea är en gentianaväxtart som beskrevs av Jakow.. Gentiana digenea ingår i släktet gentianor, och familjen gentianaväxter. Inga underarter finns listade i Catalogue of Life.